# Франц Мач
Франц Йозеф Карл фон Мач (нім. Franz Josef Karl von Matsch; 16 вересня 1861, Відень — 5 жовтня 1942, Відень) — австрійський художник і скульптор.
У 1875—1883 роках навчався у віденській Художньо-промисловій школі у Міхаеля Ризера, Карла Граховини і Людвіга Миннигероде. У студентські роки разом зі своїм співучнем Густавом Клімтом заробляв розписом стін і стель у різних спорудах по Рінгштрассе, в тому числі написав одну з чотирьох так званих "«факультетських картин» для великого актового залу в будівлі Віденського університету. Потім працював у Райхенберзі, Фіуме, на острові Корфу. Повернувшись до Відня, в 1893—1902 рр. викладав у тій же Художньо-промисловій школі. Найбільш відомий розписами стін і стель у різних віденських палацах і музеях, а також надгробними монументами. У 1912 р. був зведений у дворянство.